# Aya Kanbar
Aya Kanbar, född 16 september 2004 i Örebro, är en svensk poet. Kanbar debuterade som poet 2021, och hennes debutsamling Hyperverklighet nominerades till Borås Tidnings debutantpris. År 2023 tilldelades hon Samfundet De Nios julpris.